# Cracker (術語)

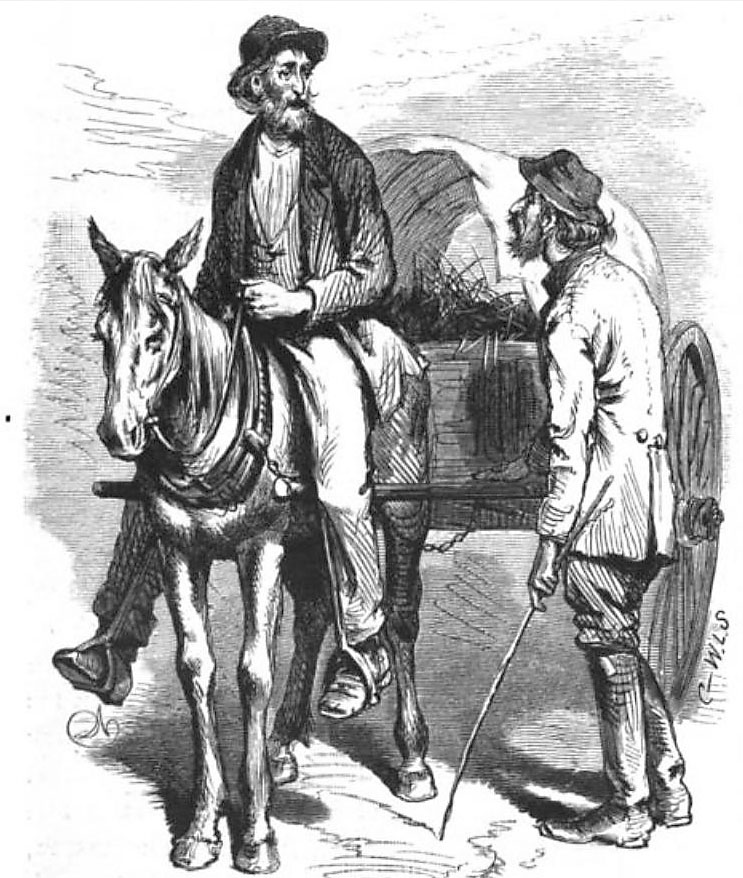
"A pair of Georgia crackers" as depicted by illustrator James Wells Champney in the memoir The Great South by Edward King, 1873

cracker，是起源於美國南部的歧視用語，指的是貧窮的白人農民和擅自佔地者。
這字可能起源於蘇格蘭蓋爾語中craic這個詞，意思是“大聲交談，吹牛的談話”，今天在愛爾蘭，蘇格蘭和英格蘭北部仍然使用這個詞的這種解釋。
他們的祖先是英國的流浪漢、罪犯、孤兒、阿爾斯特蘇格蘭人、威爾士人移民，他們主要生活在弗吉尼亞州、馬里蘭州、卡羅萊納省、佐治亞州和佛羅里達州，經常被官員視為不守法和不禮貌。
他們主要是替大地主工作的佃農和牧牛人(在美國獨立前他們其中一個生計是偷竊和盜獵)。
這字也偶爾被非裔美國人揶揄貧窮美國南部白人時使用(現在被視為仇恨言論字眼)。